# Pomarańczowiec błyszczący

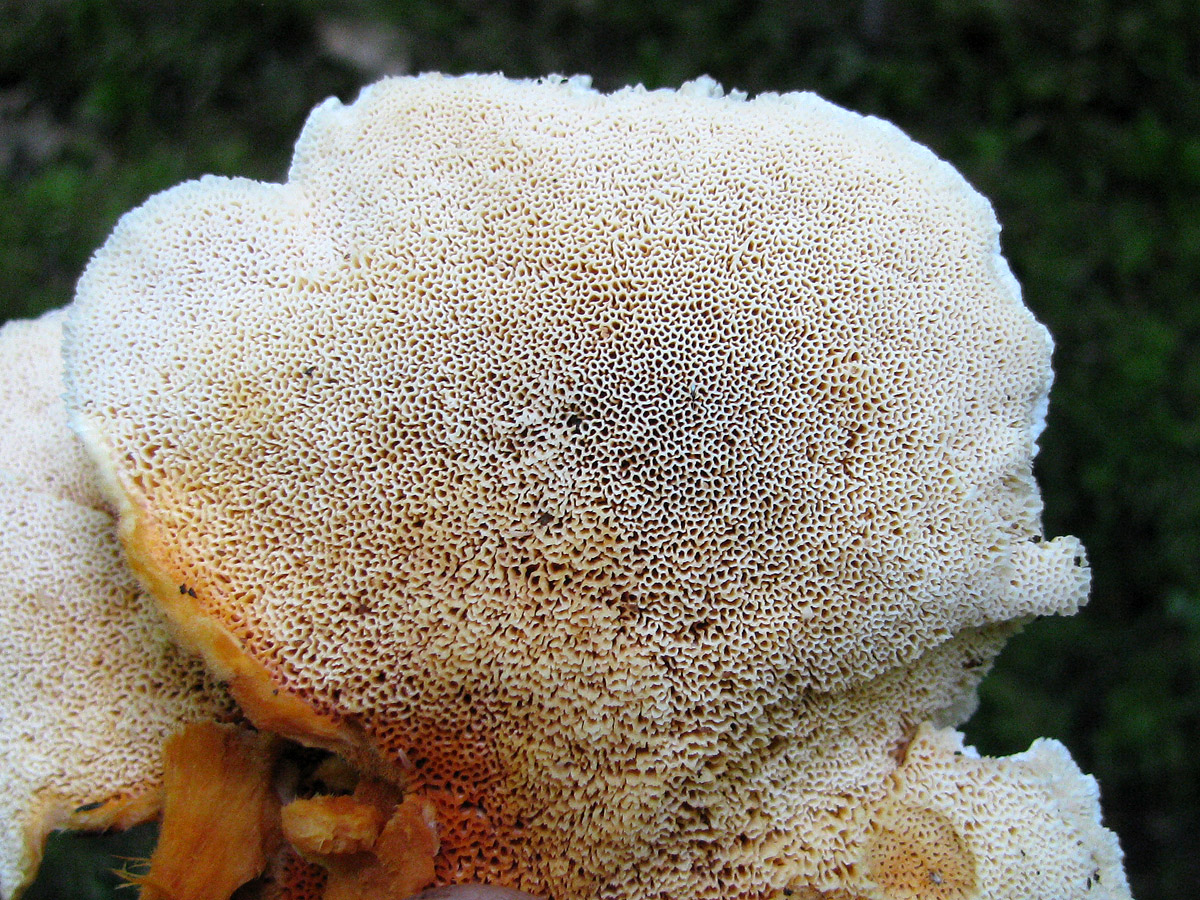
Hymenofor

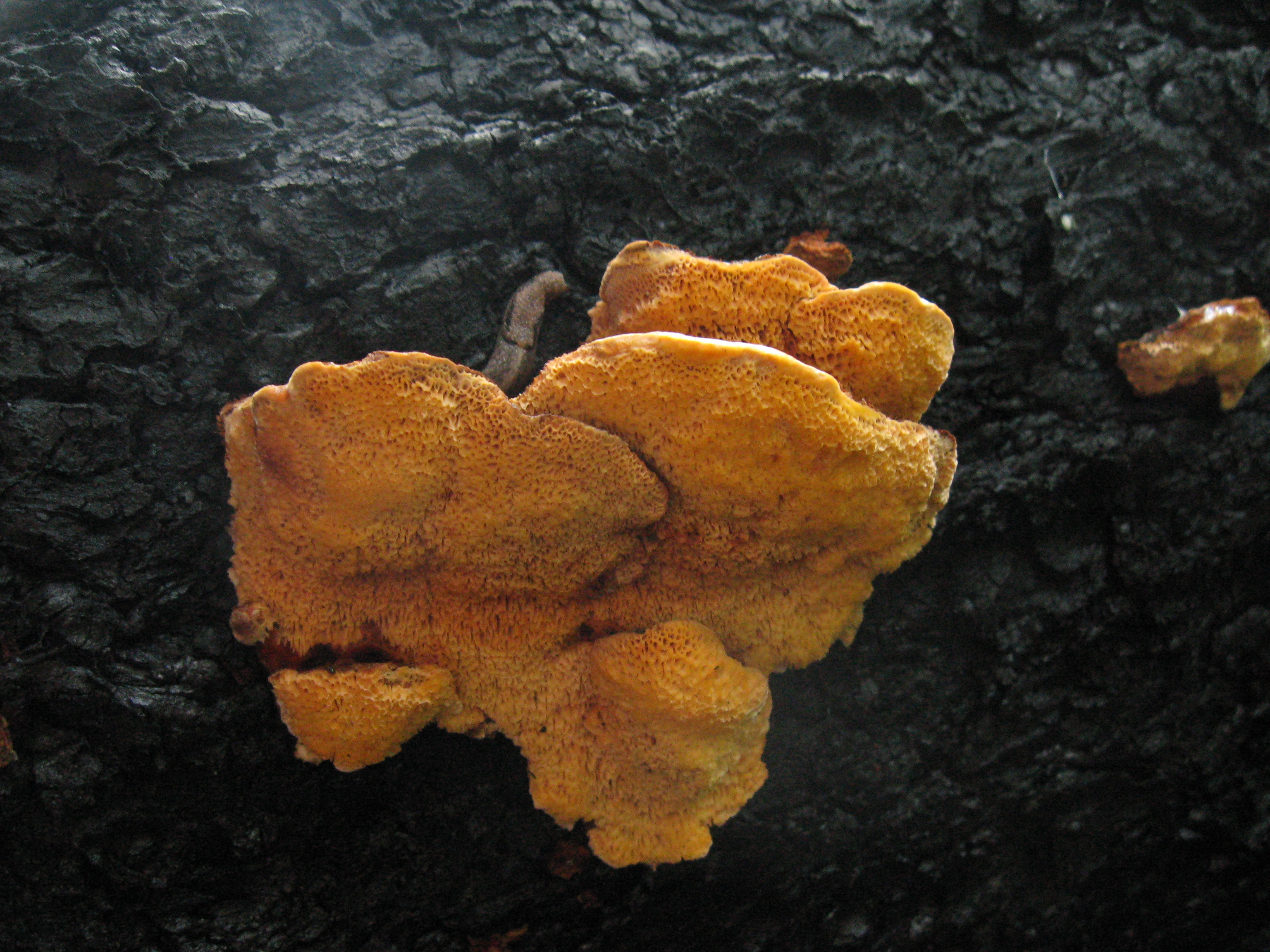

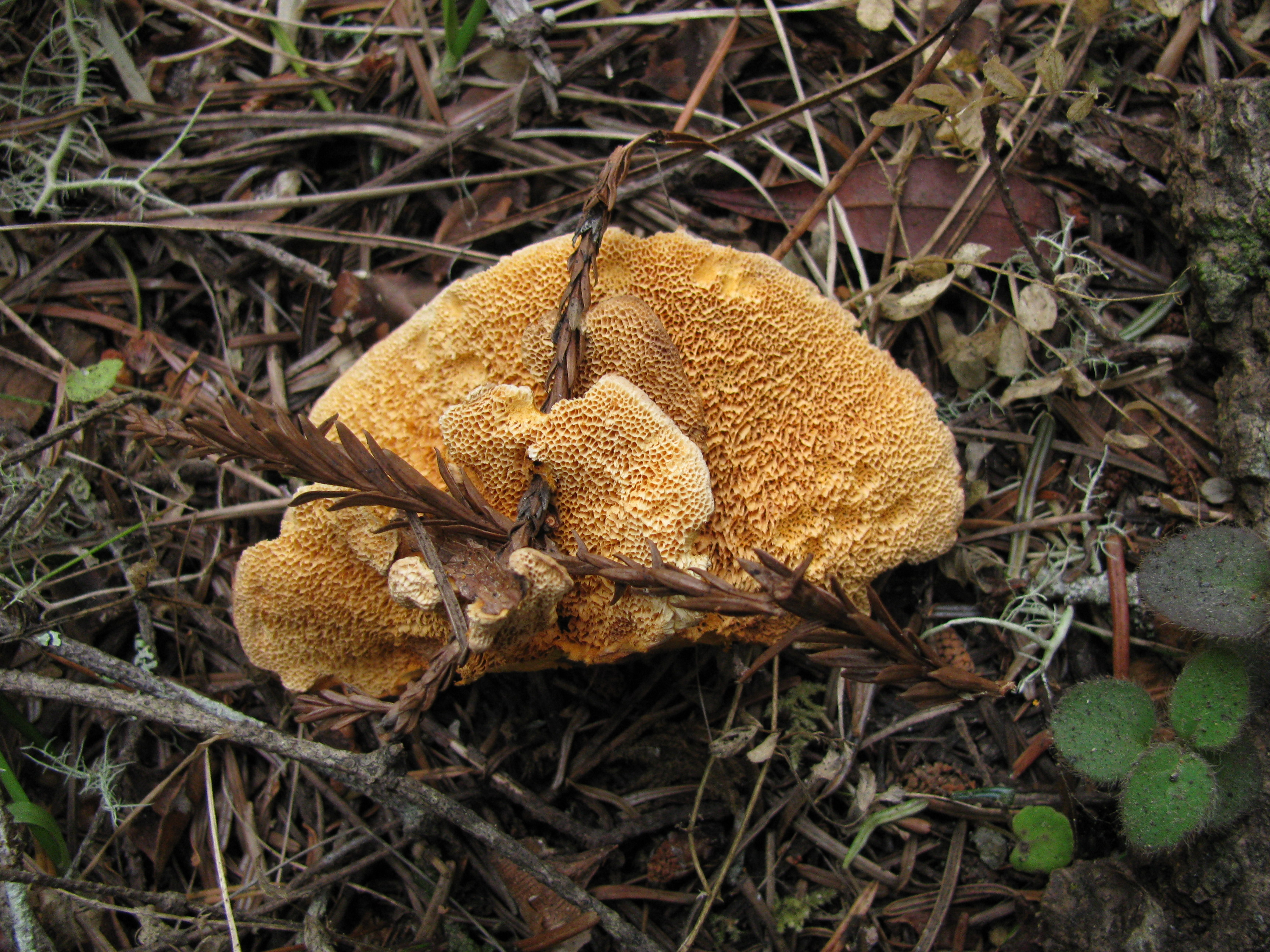

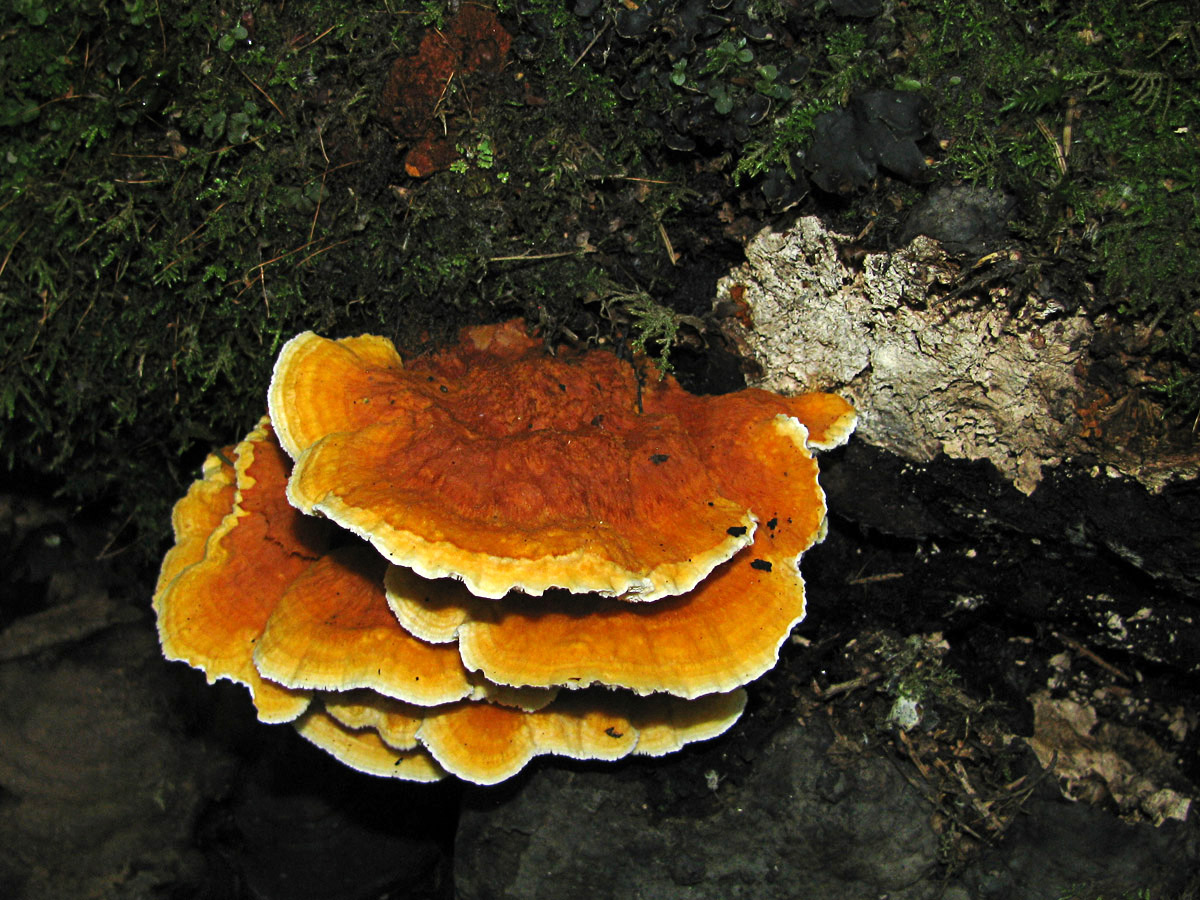

Pomarańczowiec błyszczący (Pycnoporellus fulgens (Fr.) Donk) – gatunek grzybów z rzędu żagwiowców (Polyporales).

## Systematyka i nazewnictwo
Pozycja w klasyfikacji według Index Fungorum: Pycnoporellus, Pycnoporellaceae, Polyporales, Incertae sedis, Agaricomycetes, Agaricomycotina, Basidiomycota, Fungi.
Po raz pierwszy takson ten zdiagnozował w 1852 r. Elias Fries, nadając mu nazwę Hydnum fulgens. Obecną, uznaną przez Index Fungorum nazwę, nadał mu w 1971 r. Marinus Anton Donk, przenosząc go do rodzaju Pycnoporellus.
Synonimy naukowe:

- Creolophus fulgens (Fr.) P. Karst 1879
- Dryodon fulgens (Fr.) Quél. 1886
- Hapalopilus fibrillosus (P. Karst.) Bondartsev & Singer 1941
- Hydnum fulgens Fr. 1852
- Inoderma fibrillosum (P. Karst.) P. Karst. 1881
- Inonotus fibrillosus (P. Karst.) P. Karst. 1881
- Microporus aurantiacus (Peck) Kuntze 1898
- Microporus lithuanicus (Błoński) Kuntze 1898
- Phaeolus aurantiacus (Peck) Pat. 1900
- Phaeolus fibrillosus (P. Karst.) A. Ames 1913
- Polyporus aurantiacus Peck 1874
- Polyporus fibrillosus P. Karst. 1859
- Polyporus lithuanicus Błoński 1889
- Polystictus aurantiacus (Peck) Cooke 1886
- Polystictus lithuanicus (Błoński) Sacc. 1891
- Pycnoporellus fibrillosus (P. Karst.) Murrill 1905[2].

Nazwę polską nadał Władysław Wojewoda w 1999 r., wcześniej Stanisław Domański opisywał ten gatunek pod nazwą oranżowiec pomarańczowy, a Franciszek Błoński jako hubę litewską.

## Morfologia
Pokrój
Huba o jednorocznym owocniku, który przyrasta bokiem do podłoża, czasami jest rozpostarto-odgięty.
Owocnik
Owocniki występują pojedynczo lub w grupach po kilka sztuk, często ułożone są dachówkowato nad sobą. Pojedynczy owocnik ma kształt półkolisty, wachlarzowaty lub konsolowaty, szerokość do 10 cm i grubość do 3 cm. Jego nasada często jest zwężona. Powierzchnia nierówna, pofałdowana i promieniście pomarszczona. Młode okazy są filcowate i szorstkie, starsze nagie i zazwyczaj matowe. Barwa pomarańczowa lub ceglastoczerwona.
Miąższ
U młodych okazów gąbczasty i soczysty, u starszych włóknisty. Po wysuszeniu staje się lekki, korkowaty i kruchy, zmienia też barwę na morelowopomarańczową. Pod działaniem KOH ciemnieje i staje się malinowy.
Hymenofor
Rurkowy, złożony z jednej warstwy rurek o długości 3–5 mm. Wewnętrzne ściany rurek często pokrywa biały nalot. Pory rurek kanciaste o nieregularnym lub labiryntowatym kształcie. Mają średnicę od 0,4 do 1 mm. U młodych okazów pory są pomarańczowoceglaste, u starszych płowe, kruche, porozrywane i ząbkowane. Smak kwaskowaty, cierpki, zapach nieprzyjemny.
Cechy mikroskopowe
Zarodniki o rozmiarze (5,0–) 5,9–10,0 (–15,0) × (2,5–) 2,9–4,0 (–4,5) μm, wąsko elipsoidalne, o zaostrzonej podstawie, gładkie, bardzo cienkościenne, bezbarwne, nieamyloidalne, w KOH wybarwiają się na lekko różowy kolor. Zarodniki cechuje wyjątkowo duża różnica rozmiarów, nawet gdy pochodzą z tego samego okazu. Podstawki o rozmiarach 20–30 × 4,5–5,5 μm. Są wąsko zgrubiałe, z długimi (3,5–7 μm) sterygmami. Najczęściej występują 4 sterygmy na jednej podstawce, ale dość często zdarzają się dwie, dużo rzadziej 1 lub 3. Występują podobne do podstawek bazydiole, rzadko jednak przekraczające 20 μm długości. Cystydiole z rzadka rozrzucone w hymenium mają rozmiar (27–) 35–50 × 3–5,5 μm, zaokrąglone końce, są bezbarwne, cienkościenne, wystają ponad hymenium 25–30 μm. Występują głównie w pobliżu dna rurek wyrastając z subhymenium. Elementy budujące hymenium tworzą dość gęstą palisadę. Subhymenium ma grubość 6–10 μm. Zbudowane jest z cienkościennych i silnie rozgałęzionych strzępek o szerokości 3–8 μm i nie jest wyraźnie odgraniczone od hymenium.
System strzępkowy monomityczny. Strzępki generatywne o równej szerokości, proste, z przegrodami, średnio rozgałęzione. Grubość ich ścianek jest bardzo różna w różnych częściach owocnika, zależna też od jego wieku.

## Występowanie i siedlisko
Występuje na półkuli północnej. W Polsce jest rzadki. Znajduje się na Czerwonej liście roślin i grzybów Polski. Ma status V – gatunek narażony, który w najbliższej przyszłości przejdzie do kategorii narażonych na wymarcie, jeśli nie przestaną działać czynniki zagrożenia. Znajduje się na listach gatunków zagrożonych także w Niemczech, Danii, Norwegii, Finlandii.
W Polsce spotykany jest w lasach iglastych lub mieszanych. Rozwija się na martwym drewnie szczególnie jodeł i świerków. Tylko sporadycznie obserwowano jego występowanie na drzewach liściastych, w szczególności na brzozach i topolach. Bardzo często rośnie na drewnie wcześniej zaatakowanym i zepsutym przez pniarka obrzeżonego. Preferuje stare, gęste, wilgotne lasy świerkowe lub świerkowe-mieszane.

## Znaczenie
Grzyb niejadalny. Jest saprotrofem powodującym brunatną zgniliznę drewna.

## Gatunki podobne
- gęstoporek cynobrowy (Pycnoporus cinnabarinus). Ma podobny kolor, ale różni się konsystencją miąższu oraz porami – są drobniejsze i regularne[5].
- gąbkowiec północny (Climacocystis borealis). Jego miąższ zawsze jest elastyczny, miękki i ma przyjemny zapach[8].